# Der Puppenkönig und ich
Der Puppenkönig und ich ist ein erstmals 1986 erschienener autobiografisch geprägter Roman des aus Schlesien stammenden Weimarer Schriftstellers Armin Müller (1928–2005). Er handelt von der abenteuerlichen Freundschaft zwischen einem deutschen und einem polnischen Halbwüchsigen während der Kriegswirren des Jahres 1945. Er gilt weithin als Müllers wichtigstes Werk.

## Inhalt
Kurz vorm Erreichen der „Himmelsstiege“ am schlesischen Eulengebirge, wo er im armseligen Häuschen seines Puppen machenden Großvaters aufwuchs, wird der 16-jährige Ich-Erzähler, Angehöriger des sogenannten Volkssturms, von einmarschierenden Rotarmisten verhaftet und nach einem Lazarettaufenthalt auf den streng bewachten Transport nach Russland geschickt. Im Lazarett musste er miterleben, wie Nazianhänger einen Antifaschisten erdrosseln. Er wird zunehmend über die befremdlichen Unterschiede nachgrübeln, „die Menschen auch gleicher Herkunft in verschiedene Lager treiben können“, über die „Stimmungen und Unwägbarkeiten, die Einfluss auf das nehmen, was wir Politik nennen und aus dem Geschichte gemacht wird.“
In einem verlassenen polnischen Dorf gelingt es dem Erzähler, sich von der Marschkolonne abzusetzen. Auf der Suche nach Essbarem stolpert er in einem düsteren Hauskeller über einen offenbar verwundeten polnischen Jungen, der ihm gleich an die Kehle will. Nach Überwindung der gröbsten Verständigungsschwierigkeiten tun sich der schlesische Junge und der 19-jährige Pole (Staschek) zu gemeinsamer Flucht gen Westen zusammen. Beide sind sowohl von Hunger und Krankheit wie von der Gefahr erschossen zu werden bedroht, kämpfte Staschek doch in einer Partisaneneinheit zunächst gegen die Deutschen, dann gegen die Russen, bis er schließlich desertierte. Auch ihr gegenseitiges Misstrauen macht ihnen in den nächsten entbehrungsreichen Wochen noch oft zu schaffen. Dabei geht dem Erzähler allmählich auf, dass es offenbar nicht in erster Linie darauf ankomme, ob man ein Deutscher oder ein Pole sei, vielmehr darauf, auf welcher Seite man stehe: oben oder unten. Die beiden Ausreißer mausern sich zum verschworenen Freundespaar mit viel Sinn für Komik. Sie geraten auf ihrer Flucht in zahlreiche heikle Situationen, wobei ihnen von einfachen Leuten aus dem Volk, einem Fischer oder einer Bahnwärterin etwa, mal uneigennützige Hilfe, mal Hinterhältigkeit begegnet. Staschek gibt den Erzähler als seinen jüngeren taubstummen und etwas blöden Bruder aus, was natürlich ebenfalls für einige Komik gut ist.
Im Ernst jedoch retten sie sich gegenseitig das Leben. Den Erzähler bedrückt ihr Entkommen zuletzt, während sie kurz vorm Überschreiten der Grenze zu Schlesien bei einer alten Frau übernachten, deren Wohnung auf ein Gefangenenlager mit Wachtürmen geht. Eigentlich gehöre er zu den Männern hinter dem Stacheldraht, sagt sich der Junge, verdanke er doch die Freiheit puren Zufällen. Als sie den Berg „Guckei“ und die „Himmelstiege“ endlich glücklich erreichen, finden sie sich allerdings in „Slonsk“, nicht in Schlesien wieder. Der Großvater des Erzählers baumelt mit vereistem Bart in dem alten Kirschbaum neben seiner Hütte; er zog es vor sich zu erhängen. Das Schicksal der beiden Freunde bleibt offen.

## Stil
Obwohl „von Bildern durchwoben“, wirkt Müllers Sprache schlicht. Sie schildert Spektakuläres völlig unaufgeregt; erstaunlicherweise nimmt man es seinem jungen Ich-Erzähler ab. Für Georg Menchén hat dieser 16-jährige Schlesier die „naive, ein wenig an den Simplizissimus erinnernde Weltsicht eines Suchenden, der dem unbestimmten Licht der Weißen Rosa wie dem Stern von Bethlehem folgt.“

„Der junge Mann ist ein empfindsamer und erlebnisfähiger Mensch, aber er ist noch nicht imstande, sich selbst über seine Empfindungen und Erlebnisse Rechenschaft abzulegen. Er weiß von sich ebensowenig wie von der Welt. Die Erscheinungen der Wirklichkeit – und Träume, Wunschvorstellungen, Märchen bezeichnen nur die andere Seite der Wirklichkeit – sind für ihn Symbole, deren geheimnisvolle Bedeutung er jedoch nur ahnt, Zeichen, die für etwas noch nicht bewußt Erkanntes stehen. Sie sollen, in Situationen tiefster Verzweiflung, Hoffnung erwecken auf Zukünftiges, sie sind Vorzimmer zum Leben, aber noch nicht das Leben selbst. Es sind jene Situationen, die im klassischen Bildungsroman – der Autor kommt aus Weimar – die Lehrjahre eröffnen. Armin Müller, der für diesen Roman den Eichendorff-Literatur-Preis 1997 erhalten hat, delegiert die Erzählerfunktion ganz an die Ich-Figur; Vergangenheitshandlung und Erzählzeit erweisen sich als weitgehend identisch. Aber die einseitige Perspektive des Ich-Erzählers wird durch die Figur Stascheks aufgehoben und der gleiche Gegenstand so von zwei Seiten beleuchtet. Zudem ist da immer die innere Auseinandersetzung mit der Welt ohnmächtiger Humanität des Großvaters und damit der eigenen Kindheit. 'Er hat mir nur die halbe Welt gezeigt, vor die andere Hälfte die Hand gehalten.' Der Junge lernt, sich neben sich zu stellen, sich in den anderen – den Feind-Freund Staschek – hineinzuversetzen und sich dann selbst zu erkennen.“

Arno Surminski weist auf die beiden Ebenen des Romanes hin. „Äußerer Schauplatz ist das Chaos des Jahres 1945 in Schlesien und Polen, innerer Schauplatz die Idylle des Bergdorfs. Zwischen beiden Ebenen gibt es Wechselbeziehungen. Immer wieder blendet der Autor aus der harten Realität zurück in die Idylle, ein Spiel mit Kontrasten, das dem Buch seinen besonderen Reiz gibt. Am Schluss, bei der Rückkehr ins Bergdorf, prallen die beiden Erzählebenen mit einer Wucht zusammen, die den Leser Schmerzen spüren lässt.“
Wichtiger Bestandteil von Müllers Rückblenden ist des Erzählers Erinnerung an das Stadtmädchen Gesine, mit der ihn eine selten zarte Liebesgeschichte verbindet.

## Wirkung
Einige Monate nach Erscheinen des Puppenkönigs notiert Müller in seinem 1987  geführten Tagebuch: „Fast alle, die den Puppenkönig gelesen haben, sagen, sie hätten gespürt, daß dieses Buch nicht eines von zehn oder zwanzig sei, die einer wie ich in seinem Leben abliefere, sondern etwas, für das alles, was ich bisher gemacht habe, nur eine Art Vorbereitung oder Zuarbeit darstelle. Die Mehrzahl der Kritiker hat sich ähnlich geäußert. Und tatsächlich bin ich mit dem Versuch, etwas Neues zu machen, nicht weit gekommen.“ Einige Wochen später fragt er sich, was von ihm bleiben werde. Nach der Nennung einiger Werke fügt er hinzu: „Später vielleicht nur das eine: Der Puppenkönig.“ Im September erwähnt Müller, das Buch habe bereits drei Doktorandinnen. Was Wunder, wenn es bei dieser starken Resonanz schon im selben Jahr zu einer zweiten Auflage kommt.
Für Wulf Kirsten hat das Buch einen wichtigen Beitrag zu den Themen „Krieg“ und „Bewältigung des Faschismus“ geleistet. Noch bedeutsamer aber dürfte das spezielle Thema „Aussiedlung der Deutschen aus Polen“ gewesen sein, denn laut Klaus Hammer war es bis dahin für die DDR-Literatur mit einem Tabu belegt. „Der Roman Der Puppenkönig und ich unterlief die offizielle Version 'brüderlicher' Zusammenarbeit zweier sozialistischer Staaten und legte den Finger auf ein bisher verdrängtes Kapitel gemeinsamer Geschichte, das erst noch aufzuarbeiten war.“ Da Müllers Werk eine polnische Ausgabe vergönnt war, liegt es auf der Hand, dass den überzeugten Sozialisten kein Revanchegedanke, vielmehr der Wunsch nach Aussöhnung geleitet hatte. 2004, kurz vor seinem Tod, wurde Müller zum Ehrenbürger seiner Geburtsstadt Swidnica (früher Schweidnitz) ernannt.

## Ausgaben
- 1986 Rudolstadt, ISBN 978-3-7352-0003-7
- 1987 Rudolstadt (2. Auflage), ISBN 978-3-7352-0003-7
- 1997 Würzburg (Neuauflage), Bergstadtverlag Wilhelm Gottlieb Korn, ISBN 978-3-87057-214-3
- 2004 Poznań, Wyd. Poznańskie (Polnische Ausgabe: Lalkarz König i ja), ISBN 978-83-7177-314-3